# Michel Bezançon

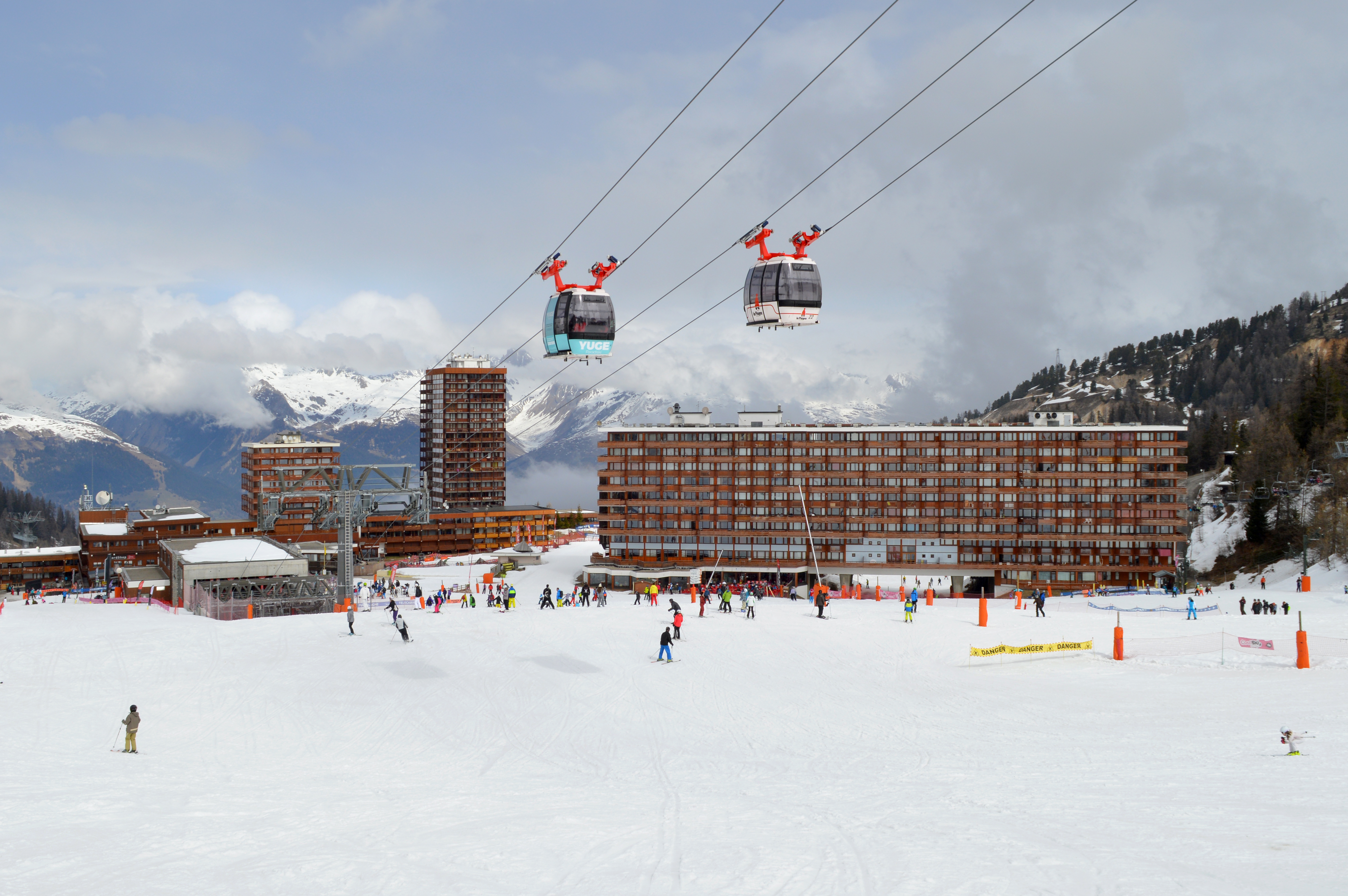
Bezançon tekende de masterplannen voor La Plagne en ontwierp de skidorpen erin, zoals Plagne Centre hier.

Michel Bezançon (Boulogne-sur-Seine, 12 februari 1932 – 14 januari 2023) was een Frans architect en stedenbouwkundige. Hij verwierf bekendheid als de ontwerper van het Franse wintersportgebied La Plagne en van daarin gelegen skidorpen als het functionele Plagne Centre, het utopisch-modernistische Plagne Aime 2000 en de meer traditioneel-ogende dorpen Plagne Villages en Montchavin. Met zijn architectenbureau ontwierp hij ook Valmorel. Hij werkte ook als stedenbouwkundige voor het Franse ministerie van Bouw. In 1985 ging Bezançon met pensioen. Hij overleed in 2023.